# Lijst van wielrenners - N
Dit is een lijst van wielrenners met als beginletter van hun achternaam een N.

## Na
- Lawrence Naesen
- Oliver Naesen
- Ralph Näf
- Fleur Nagengast
- Carl Naibo
- Koichi Nakano
- Dermot Nally
- Bo André Namtvedt
- Herman Nankman
- Danilo Napolitano
- Daniele Nardello
- Katerina Nash
- Andris Naudužs
- Alexandre Naulleau
- Corentin Navarro
- Daniel Navarro
- José Luis Navarro
- David Navas
- José Nazábal
- Damien Nazon
- Jean-Patrick Nazon

## Ne
- Amber Neben
- Michel Nédélec
- Jolanda Neff
- Ali Neffati
- Antonio Negrini
- Krists Neilands
- Kevin Neirynck
- Gary Neiwand
- Klaas van Nek
- Piet van Nek sr.
- Danny Nelissen
- Wilfried Nelissen
- Dmitri Neljoebin
- Josie Nelson
- Gastone Nencini
- Jevgeni Nepomnjasjtsji
- Dominik Nerz
- Marie Le Net
- Frans Netscher
- Tereza Neumanová
- François Neuville
- Jérôme Neuville
- Jan Nevens
- Bruno Neves
- Rachel Neylan

## Ng
- Nguyễn Thị Thật

## Ni
- Vincenzo Nibali (De Haai)
- Antonia Niedermaier
- Paweł Niedźwiecki
- Jacob Gram Nielsen
- Kay Werner Nielsen
- Przemysław Niemiec
- Grischa Niermann
- Coen Niesten
- Heddie Nieuwdorp
- Henk Nieuwkamp
- Mikel Nieve
- Katarzyna Niewiadoma
- Pierre Nihant
- Erwin Nijboer
- Henk Nijdam
- Jelle Nijdam
- Dorus Nijland
- Hanna Nilsson
- Sven-Åke Nilsson
- Libardo Niño
- Rafael Antonio Niño
- Taiji Nishitani

## No
- Ellen Noble
- Rinaldo Nocentini
- Andrea Noè
- Frederiek Nolf
- Jan Nolten
- Lars Petter Nordhaug
- Emma Norsgaard
- Tomaž Nose
- Marty Nothstein
- Benjamín Noval
- Tamara Novikova
- Joaquín Novoa
- André Noyelle
- Isidro Nozal

## Nu
- Guy Nulens
- Rafael Noeritdinov
- Nick Nuyens

## Ny
- Sven Nys

A · B · C · D · E · F · G · H · I · J · K · L · M · N · O · P · Q · R · S · T · U · V · W · X · Y · Z